# Erwin von Steinbach
Erwin von Steinbach, nemški arhitekt, * 1244, † 17. januar 1318.
1. ↑  Record #118685376 // Gemeinsame Normdatei — 2012—2016.
2. ↑  Benezit Dictionary of Artists — OUP, 2006. — ISBN 978-0-19-977378-7
3. ↑  Bischoff G., Foessel G., Baechler C. Nouveau dictionnaire de biographie alsacienne — 1982. — P. 853. — 4434 p.